# Dobiegniew (stacja kolejowa)
Dobiegniew – stacja kolejowa w Dobiegniewie, w województwie lubuskim, w Polsce.

## Ruch pasażerski
| Rok  | Wymiana pasażerska na dobę |
| ---- | -------------------------- |
| 2017 | 200-299                    |
| 2022 | 200-299                    |

Stacja jest położona przy ul. Kolejowej tuż za przejazdem kolejowo-drogowym w ciągu drogi krajowej nr 22. Zbudowana między sierpniem 1847 r. a czerwcem 1848 r. jako ostatnia stacja na nowo wybudowanej linii kolejowej ze Stargardu do Poznania. Jedyna na tej linii stacja w woj. lubuskim, na której zatrzymują się pociągi TLK.